# Марк Арий Флак
Марк Арий Флак (на латински: Marcus Arrius Flaccus) e сенатор на Римската империя през 1 век.
През 79 г. Флак е суфектконсул заедно с Тит Рубрий Елий Непот.